# Paul-Gerhard Müller
Paul-Gerhard Müller (* 29. Juni 1940 in Sulzbach/Saar; † 30. September 2016 in Kenia) war ein deutscher römisch-katholischer Theologe und Priester.

## Leben
Müller stammte aus einfachen Verhältnissen, sein Vater war Grubenschlosser im saarländischen Hühnerfeld. Er studierte in Trier und Löwen und wurde 1965 zum Priester geweiht. Seinen Dienst als Kaplan leistete er im saarländischen Illingen. 1974 war er als Dozent in Jerusalem tätig, 1972 wurde er in Regensburg promoviert. 1976 habilitierte Müller sich bei Franz Mußner im Fach Wissenschaft des Neuen Testaments. Zweitgutachter war Joseph Ratzinger, der spätere Papst Benedikt XVI. Ab 1977 war er ordentlicher Professor für neutestamentliche Exegese. Als seine Habilitationsschrift 1982 publiziert wurde, schrieb Ratzinger ein zweiseitiges Geleitwort. Von 1979 bis 1989 war Müller Direktor des Katholischen Bibelwerks e.V. (KBW) in Stuttgart, 1989 wurde er in eine kleine Gemeinde in Trier versetzt. 2003 war er Leiter der Diözesanstelle für Bibelarbeit des Bistums Trier. Von 1995 bis 2005 lehrte Müller außerdem neutestamentliche Theologie an der Philosophisch-Theologischen Hochschule der Pallottiner in Vallendar bei Koblenz. Müller ist Autor zahlreicher Bücher.
Am 10. Juli 2012 wurde Müller aufgrund der von Benedikt Maria Trappen und weiteren Opfern gegen ihn erhobenen Missbrauchsvorwürfe, die bis in das Jahr 1966 zurückreichen, aus dem Priestertum entlassen (Dimission).